# Rəşad Sadiqov
Rəşad Əbülfəz oğlu Sadiqov (ur. 8 października 1983 w Nachiczewanie) – azerski piłkarz występujący na pozycji pomocnika. W reprezentacji Azerbejdżanu zadebiutował w 2006. Do 2015 roku rozegrał w niej 20 meczów i strzelił 1 gola.